# Африкански ципокрак гекон
Африканските ципокраки гекони (Pachydactylus rangei), наричани също намибски гекони, са вид дребни влечуги от семейство Геконови (Gekkonidae).
Разпространени са в пустинята Намиб, на надморска височина до 300 метра и разстояние до океана 130 километра. Достигат 13 сантиметра дължина на тялото с опашката, като мъжките са малко по-дребни. Хранят се главно с правокрили и дребни паяци.